# Iberê Ferreira de Souza
Iberê Paiva Ferreira de Souza (Natal, 27 de fevereiro de 1944 — São Paulo, 13 de setembro de 2014) foi um empresário e político brasileiro, filiado ao Partido Socialista Brasileiro (PSB). Ao longo de sua carreira, ocupou os cargos de deputado estadual e deputado federal. Entre 1º de janeiro de 2007 e 31 de março de 2010, exerceu o posto de vice-governador do Rio Grande do Norte. Com a renúncia da então governadora Wilma de Faria, assumiu o governo do estado, tornando-se o 53.º governador, função que desempenhou de 31 de março de 2010 até 1º de janeiro de 2011.

## Biografia

### Vida familiar
Filho de Odorico Ferreira de Souza e Hermengarda O'Grady de Paiva Ferreira de Souza, Iberê formou-se em Direito pela Universidade Federal do Rio Grande do Norte (UFRN), e posteriormente se especializou em advocacia empresarial pela Fundação Getulio Vargas (FGV), no Rio de Janeiro.

### Carreira política
Iberê atuou como adjunto da Promotoria Pública em Santa Cruz entre 1963 e 1967. Filiou-se ao Movimento Democrático Brasileiro (MDB) em 1969 e concorreu a uma vaga de deputado estadual nas eleições de 1970. Após ser eleito, tornou-se líder da bancada e integrou o diretório regional em 1974. Posteriormente, deixou o MDB para integrar a equipe do governador Lavoisier Maia, servindo como chefe da Casa Civil e Secretário de Governo. Nesse período, filiou-se ao Partido Democrático Social (PDS) e foi eleito suplente de deputado federal em 1982, sendo efetivado posteriormente. Durante o governo de José Agripino Maia, atuou como superintendente regional da Legião Brasileira de Assistência e retornou à Secretaria de Governo.
Filiou-se ao Partido da Frente Liberal (PFL) e foi reeleito deputado federal nas eleições de 1986, 1990 e 1994. Em 1997, mudou novamente de partido, ingressando no Partido Progressista Brasileiro (PPB), após ser convidado pelo governador Garibaldi Alves Filho para ocupar a Secretaria do Trabalho e Ação Social. Renunciou ao cargo para disputar uma vaga de deputado federal nas eleições de 1998, conquistando um novo mandato pelo Partido Trabalhista Brasileiro (PTB) em 2002. 

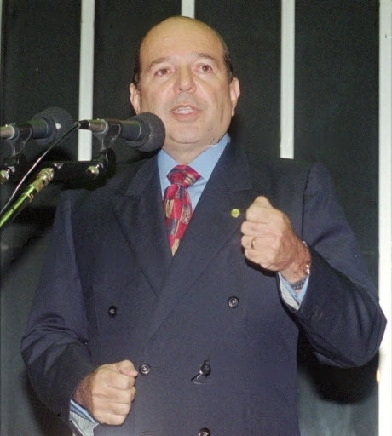
Deputado Iberê Ferreira discursa no Plenário da Câmara antes da votação do orçamento da União para 1996.

  Na Câmara Federal, foi autor de vários projetos de grande relevância, com destaque para o Projeto de Apoio à Pesquisa e Inovação para o Desenvolvimento Social. Essa iniciativa beneficiou mais de 20 mil pessoas, especialmente na área de agroecologia, por meio de um investimento superior a R$ 12 milhões. No primeiro mandato da governadora Wilma de Faria, assumiu o cargo de Secretário de Agricultura e, por meio de um Planejamento Estratégico voltado à Modernização Gerencial, desenvolveu ações que transformaram o setor primário no Rio Grande do Norte. Essas iniciativas incluíram a reestruturação de instituições essenciais para o suporte técnico e comercial, como a Emater, Emparn e Ceasa..
Em 2006, foi eleito vice-governador do Rio Grande do Norte na chapa encabeça por Wilma de Faria, que conquistara a reeleição. No dia 31 de março de 2010, assumiu o comando do governo do estado mediante a renúncia da titular para disputar uma vaga ao senado federal. Candidato a reeleição pelo PSB, enfrentou a então senadora Rosalba Ciarlini, do DEM, não obtendo êxito, mesmo com o apoio de sua antecessora. Iberê ficou em segundo lugar no resultado final.
“Assumo, a partir deste momento, o honroso dever e a grande missão de governar o Rio Grande do Norte. O que torna grandioso e instigante o desafio é o fato de dar prosseguimento à administração e ao vigoroso legado de trabalho da governadora Wilma de Faria, cujo nome é sinônimo perfeito de arrojo, coragem e compromisso com o bem comum”.

## Desempenho em Eleições
| Ano  | Eleição                         | Partido | Cargo             | Votos   | %      | Resultado  | Ref    |
| ---- | ------------------------------- | ------- | ----------------- | ------- | ------ | ---------- | ------ |
| 1970 | Estadual do Rio Grande do Norte | MDB     | Deputado Estadual | 7.969   | 1,63%  | Eleito     | [ 10 ] |
| 1974 | Estadual do Rio Grande do Norte | MDB     | Deputado Estadual | 10.975  | 2,71%  | Eleito     | [ 11 ] |
| 1982 | Estadual do Rio Grande do Norte | PDS     | Deputado Federal  | 42.515  | 5,90%  | Suplente   | [ 12 ] |
| 1986 | Estadual do Rio Grande do Norte | PFL     | Deputado Federal  | 39.669  | 4,03%  | Eleito     | [ 13 ] |
| 1990 | Estadual do Rio Grande do Norte | PFL     | Deputado Federal  | 47.701  | 10,39% | Eleito     | [ 14 ] |
| 1994 | Estadual do Rio Grande do Norte | PFL     | Deputado Federal  | 56.165  | 7,62%  | Eleito     | [ 15 ] |
| 1998 | Estadual do Rio Grande do Norte | PPB     | Deputado Federal  | 103.099 | 9,92%  | Eleito     | [ 16 ] |
| 2002 | Estadual do Rio Grande do Norte | PTB     | Deputado Federal  | 103.882 | 7,11%  | Eleito     | [ 17 ] |
| 2006 | Estadual do Rio Grande do Norte | PSB     | Vice-Governador   | 824.101 | 52,38% | Eleito     | [ 18 ] |
| 2010 | Estadual do Rio Grande do Norte | PSB     | Governador        | 562.256 | 36,25% | Não Eleito | [ 19 ] |

### Morte
Iberê morreu em 13 de setembro de 2014, aos 70 anos, no Hospital Sírio-Libanês, em São Paulo, após sofrer uma infecção generalizada. Seu corpo foi velado na Escola do Governo, no Centro Administrativo do Estado, e sepultado no cemitério Morada da Paz, na Grande Natal.